# Mona da Vinci
Mona da Vinci is een studioalbum van Tangerine Dream. Tangerine Dream bestaat op deze cupdisc voornamelijk uit de leider van de muziekgroep Edgar Froese. Het is daarom eigenaardig dat op de binnenzijde van de hoes de vijfmansband staat afgebeeld. Froese, die in de 21e eeuw zijn inspiratie veelal haalde uit oude kunstwerken, baseerde zijn muziek en dus ook het album op Leonardo da Vinci's Mona Lisa. 

## Musici
- Edgar Froese – alle muziekinstrumenten behalve
- Zlatko Perica – gitaar op Phantoms and oracles

## Muziek
| Nr. | Titel                    | Duur |
| --- | ------------------------ | ---- |
| 1.  | Calumet                  |      |
| 2.  | Morpheus light           |      |
| 3.  | Phantoms and oracles     |      |
| 4.  | Mona da Vinci            |      |
| 5.  | In the storm of serenity |      |
| 6.  | Hunting for illusions    |      |

CD1: Das romantische Opfer ·
CD2: Fallen Angels ·
CD3: Choice ·
CD4: Flame ·
CD5: A Cage in Search of a Bird ·
CD6: Zeitgeist EP ·
CD7: The Gate of Saturn ·
CD8: Mona da Vinci ·
CD9: Machu Picchu ·
CD10: Josephine the mouse singer ·
CD11: Mala Kunia ·
CD12: Quantum key